# Pedicularia decurvata
Pedicularia decurvata is een slakkensoort uit de familie van de Pediculariidae. De wetenschappelijke naam van de soort is voor het eerst geldig gepubliceerd in 1897 door Locard.